# Lista de obras de Hans Memling
A seguinte é uma Lista de obras de Hans Memling que não se considera exaustiva. 
Foi efectuada a divisão da obra, primeiro pelos Grandes Retábulos, depois pelas restantes obras de cariz religioso, e por fim pelas obras de carácter não religioso, tratando-se neste último caso, em grande medida, de retratos de personagens individuais.
Dentro de cada um dos grupos, as obras estão apresentadas pela ordem cronológica conhecida.
No final estão referenciadas duas obras sobre as quais não existe unanimidade acerca da atribuição da autoria.

## Grandes retábulos
| Imagem | Título | Data      | Materiais e dimensões (cm)                                                                                    | Local de conservação                                                                                                   |
| ------ | --- | --------- | --- | --- |
|        | O Juízo Final (Le Jugement dernier)                                                                                  | 1466-1473 | Óleo sobre madeira 221 x 161 (central) 223.5 x 72.5 (laterais)                                                | Museu Narodowe, Gdansk, Polónia                                                                                        |
|        | Tríptico de Jan Crabbe (Triptyque de Jan Crabbe)                                                                     | 1467-1470 | Óleo sobre madeira Painéis exteriores (Anunciação): 83 x 53 Painel central: 81 x 43 painéis laterais: 81 x 30 | Anunciação: Museu Groeninge Painel central: Palazzo Chiericati painéis laterais: Pierpont Morgan Library, Nova Iorque. |
|        | Tríptico da Adoração dos Reis Magos (Triptyque de l'Adoration des Mages, ou Triptyque du Prado)                      | 1470      | Óleo sobre madeira 95 x 271                                                                                   | Museu do Prado, Madrid                                                                                                 |
|        | Cenas da Paixão de Cristo (Scènes de la Passion du Christ)                                                           | 1470      | Óleo sobre madeira 92.2 x 56.7                                                                                | Galeria Sabauda, Turim                                                                                                 |
|        | Díptico de S. João Evangelista e de S. Verónica (Diptyque de Saint Jean l'Évangéliste et sainte Véronique)           | 1470-1475 | Óleo sobre madeira 30.2 x 23 (cada painel)                                                                    | S. João Evangelista na Alte Pinakothek de Munique S. Verónica na National Gallery d'Art de Washington                  |
|        | Díptico de Granada (Diptyque de Grenade)                                                                             | 1475      | Óleo sobre madeira 51.5 x 36.5                                                                                | Capela Real de Granada, Catedral de Granada                                                                            |
|        | Díptico de Jean de Cellier (Diptyque de Jean de Cellier)                                                             | 1475      | Óleo sobre madeira 25 x 15                                                                                    | Museu do Louvre, Paris                                                                                                 |
|        | Tríptico com o Descanso na Fuga para o Egipto (Triptyque avec le repos pendant la fuite en Égypte)                   | 1475-1480 | Óleo sobre madeira 47 x 26                                                                                    | Museu do Louvre, Paris                                                                                                 |
|        | Tríptico Donne (Triptyque Donne)                                                                                     | 1478      | Óleo sobre madeira 71 x 69 (central) 70.5 x 30.5 (cada painel lateral)                                        | National Gallery (Londres)                                                                                             |
|        | O Casamento Místico de Santa Catarina (Le Mariage mystique de sainte Catherine)                                      | 1479      | Óleo sobre madeira 173.6 x 173.7                                                                              | Museu Memling, Bruges                                                                                                  |
|        | Tríptico da Adoração dos Reis Magos (Triptyque de l'Adoration des mages, ou Triptyque de Jan Floreins)               | 1479      | Óleo sobre madeira 48.5 x 106 (central) 48 x 25 (cada lateral)                                                | Museu Memling, Bruges                                                                                                  |
|        | Tríptico de Adriaan Reins (Triptyque d'Adriaan Reins)                                                                | 1480      | Óleo sobre madeira 44 x 64 (central) 44 x 14 (cada painel lateral)                                            | Museu Memling, Bruges                                                                                                  |
|        | Advento e Triunfo de Cristo (Avènement et triomphe du Christ ou Les Joies de la Vierge)                              | 1480      | Óleo sobre madeira 81 x 189                                                                                   | Alte Pinakothek, Munique                                                                                               |
|        | Díptico de Munique (Diptyque de Munich)                                                                              | 1480      | Óleo sobre madeira 40 x 29 (cada painel lateral)                                                              | Alte Pinakothek, Munique                                                                                               |
|        | Santo Estêvão e São Cristóvão (Saint Estève et saint Chritophe)                                                      | 1480      | Óleo sobre madeira 48 x 17 (cada painel lateral)                                                              | Museu de Arte de Cincinnati (Ohio)                                                                                     |
|        | Painéis de Londres (Panneaux de Londres)                                                                             | 1480      | Óleo sobre madeira 56 x 17 (cada painel lateral)                                                              | National Gallery (Londres)                                                                                             |
|        | Tríptico Moreel (Triptyque Moreel)                                                                                   | 1484      | Óleo sobre madeira 121 x 291.5 (central) 121 x 69 (cada painel lateral)                                       | Museu Groeninge, Bruges                                                                                                |
|        | Tríptico de Viena (Triptyque de Vienne)                                                                              | 1485      | Óleo sobre madeira 69 x 47 (central) 69.5 x 17.3 (cada painel lateral)                                        | Kunsthistorisches Museum, Viena                                                                                        |
|        | Tríptico de Chicago (Triptyque de Chicago)                                                                           | 1485      | Óleo sobre madeira 35 x 26 (cada painel lateral)                                                              | Art Institute of Chicago                                                                                               |
|        | Tríptico das vaidades terrestres e da salvação divina (Triptyque des vanités terrestres et du salut divin) (frontal) | 1485      | Óleo sobre madeira 22 x 13 (cada painel lateral)                                                              | Museu das Belas Artes de Estrasburgo                                                                                   |
|        | Tríptico das vaidades terrestres e da salvação divina (Triptyque des vanités terrestres et du salut divin) (reverso) | 1485      | Óleo sobre madeira 22 x 15 (cada painel lateral)                                                              | Museu das Belas Artes de Estrasburgo                                                                                   |
|        | Díptico de Maarten van Nieuwenhove (Diptyque de Maarten van Nieuwenhove)                                             | 1487      | Óleo sobre madeira 44 x 33 (cada painel lateral)                                                              | Museu Memling, Bruges                                                                                                  |
|        | Tríptico Benedetto Portinari (Triptyque Benedetto Portinari)                                                         | 1487      | Óleo sobre madeira 43 x 32 (cada painel lateral)                                                              | A Virgem Maria na Gemäldegalerie, Berlim. Os painéis laterais na Uffizi, Florença                                      |
|        | Relicário de Santa Úrsula (Châsse de sainte Ursule)                                                                  | 1489      | Óleo sobre madeira 87 × 33 x 91                                                                               | Museu Memling, Bruges                                                                                                  |
|        | Retábulo de Santa María la Real de Nájera (Retable de Santa María la Real de Nájera)                                 | 1489      | Óleo sobre madeira 164 x 212 (central) 165 x 230 (cada painel lateral)                                        | Museu Real de Belas Artes de Antuérpia                                                                                 |
|        | Díptico Lachovsky-Bardi (Diptyque Lachovsky-Bardi)                                                                   | 1490      | Óleo sobre madeira Deposição: 54 x 36 Mulheres Santas: 51 x 40                                                | Deposição: Museu Groeninge, Bruges Mulheres Santas: Museu de Arte de São Paulo                                         |
|        | Tríptico da Ressurreição (Triptyque de la Résurrection)                                                              | 1490      | Óleo sobre madeira Painel central: 61.8 x 44.6, painéis laterais: 61.8 x 18.5.                                | Museu do Louvre, Paris                                                                                                 |
|        | Tríptico Greverade (Triptyque Greverade) (aberto)                                                                    | 1491      | Óleo sobre madeira 205 x 300                                                                                  | Museu de Santa Ana, Lübeck                                                                                             |
|        | Tríptico Greverade (Triptyque Greverade) (anverso tapado)                                                            | 1491      | Óleo sobre madeira 205 x 75 (cada painel)                                                                     | Museu de Santa Ana, Lübeck                                                                                             |

## Episódios bíblicos

### A Vida de Cristo
| Imagem | Título                                                       | Data             | Técnica e Dimensões                | Local de conservação                                    |
| ------ | ------------------------------------------------------------ | ---------------- | ---------------------------------- | ------------------------------------------------------- |
|        | Cristo com coroa de espinhos (Christ à la couronne d'épines) | 1470             | Óleo sobre madeira; 52 x 32 cm     | Palácio Branco, Génova, Itália                          |
|        | Natividade (Nativité)                                        | 1470-1472        | Óleo sobre madeira; 28.6 x 21.3 cm | Museu das Artes Aplicadas, Colónia, Alemanha            |
|        | Pietà (La Mère de Dieu avec le Christ mort)                  | 1475             | Óleo sobre madeira; 27 x 19 cm     | National Gallery of Victoria, Melbourne, Austrália      |
|        | Lamentação (Déploration du Christ)                           | 1475-1480        | Óleo sobre madeira; 68 x 53 cm     | Galeria Doria Pamphilj, Rome, Itália                    |
|        | Cristo abençoando (Christ bénissant)                         | 1478             | Óleo sobre madeira; 38.1 X 28.2 cm | Museu Norton Simon, Pasadena, Estados Unidos            |
|        | Mater Dolorosa                                               | 1480             | Óleo sobre madeira; 51 x 33.5 cm   | Uffizi, Florença, Itália                                |
|        | Cristo abençoando (Christ bénissant)                         | 1481             | Óleo sobre madeira; 45 x 35 cm     | Museu de Belas Artes de Boston, Boston, Estados Unidos  |
|        | A Anunciação (L’Annonciation)                                | 1482             | Óleo sobre madeira; 79 x 55 cm     | Metropolitan Museum of Art, Nova Iorque, Estados Unidos |
|        | Cristo preso à coluna (Le Christ à la colonne)               | 1485-1490        | Óleo sobre madeira; 58.8 x 34.3 cm | Coleção Mateu, Barcelona, Espanha                       |
|        | Busto de Maria (Buste de Marie)                              | Final do séc. XV | Óleo sobre madeira; 29.2 x 24.8 cm | Philadelphia Museum of Art, Filadélfia, Estados Unidos  |

### A Virgem e o Menino
| Imagem | Título | Data | Técnica e Dimensões                  | Local de conservação                                       |
| ------ | --- | ---- | ------------------------------------ | ---------------------------------------------------------- |
|        | A Virgem do leite (Vierge allaitant)                                                                            | 1467 | Óleo sobre madeira; 40 x 29 cm       | Museus Reais de Belas-Artes da Bélgica, Bruxelles, Bélgica |
|        | A Virgem e o Menino com S. António Abade e um doador (Vierge à l'Enfant avec saint Antoine abbé et un donateur) | 1472 | Óleo sobre madeira; 93 x 55 cm       | Galeria Nacional do Canadá, Ottawa, Canadá                 |
|        | A Virgem e o Menino (Vierge à l'Enfant)                                                                         | 1475 | Óleo sobre madeira; 37.5 x 27.5 cm   | National Gallery, Londres, Inglaterra                      |
|        | A Virgem do leite (Vierge allaitant)                                                                            | 1475 | Óleo sobre madeira; diâmetro 17.5 cm | Metropolitan Museum of Art, Nova Iorque, Estados Unidos    |
|        | A Virgem do leite (Vierge allaitant)                                                                            | 1478 | Óleo sobre madeira; 34.4 x 23.8 cm   | Cleveland Museum of Art, Cleveland, Estados Unidos         |
|        | A Virgem e o Menino (Vierge à l'Enfant)                                                                         | 1478 | Óleo sobre madeira; 44.5 x 32 cm     | Museu Nacional de Arte Antiga, Lisboa, Portugal            |
|        | A Virgem e o Menino (Vierge à l'Enfant)                                                                         | 1490 | Óleo sobre madeira; 24.5 x 17.8 cm   | Metropolitan Museum of Art, New York, Estados Unidos       |
|        | A Virgem e o Menino (Vierge à l'Enfant)                                                                         | 1490 | Óleo sobre madeira; 43 x 36 cm       | Aurora Art Fund, Bucareste, Roménia                        |
|        | A Virgem do leite (Vierge allaitant)                                                                            | 1490 | Óleo sobre madeira; diâmetro 18.5 cm | Colecção privada                                           |

### Maestà
| Imagem | Título | Data      | Técnica e Dimensões                | Local de conservação                                                |
| ------ | --- | --------- | ---------------------------------- | ------------------------------------------------------------------- |
|        | Maestà entre dois anjos músicos (Vierge à l'Enfant entre deux anges musiciens)                                                     | 1465-1467 | Óleo sobre madeira; 75.4 x 52.3 cm | Museu de Arte Nelson-Atkins, Kansas City (Missouri), Estados Unidos |
|        | Maestà entre dois anjos músicos (Vierge à l'Enfant entre deux anges musiciens)                                                     | 1479      | Óleo sobre madeira; 58.8 x 48      | National Gallery of Art, Washington D.C., Estados Unidos            |
|        | O Casamento Místico de S. Catarina (Le Mariage mystique de sainte Catherine)                                                       | 1479      | Óleo sobre madeira; 67 x 72 cm     | Metropolitan Museum of Art, New York, Estados Unidos                |
|        | Maestà com um anjo (Vierge à l'Enfant trônant avec un ange)                                                                        | 1480 nv   | Óleo sobre madeira; 66 x 46.5 cm   | Gemäldegalerie, Berlim, Alemanha                                    |
|        | Maestà com S. Jorge e um doador (Vierge à l'Enfant trônant avec saint George et un donateur)                                       | 1480      | Óleo sobre madeira; 54.2 x 37.4 cm | National Gallery, Londres, Inglaterra                               |
|        | Maestà (Vierge à l'Enfant trônant)                                                                                                 | 1480-1490 | Óleo sobre madeira; 81 x 55 cm     | Gemäldegalerie, Berlim, Alemanha                                    |
|        | A Virgem e o Menino num jardim de rosas ladeados por dois anjos (Vierge à l'Enfant dans un jardin de roses entourée de deux anges) | 1480-1490 | Óleo sobre madeira; 36 x 26 cm     | Museu do Prado, Madrid, Espanha                                     |
|        | Maestà entre dois anjos (Vierge à l'Enfant entre deux anges)                                                                       | 1485-1490 | Óleo sobre madeira; 68.2 x 51.5 cm | Colecção Ralph S. Clarke, Haywards Heath, Inglaterra                |
|        | Maestà com S. Tiago e S. Domingos (La Vierge à l'Enfant entre saint Jacques et saint Dominique, ou, La Vierge de Jacob Floreins)   | 1488-1490 | 160                                | Museu do Louvre, Paris, França                                      |
|        | Maestà com dois anjos músicos (La Vierge à l'Enfant avec deux anges musiciens), dito Tríptico Pagagnotti                           | 1490      | Óleo sobre madeira; 57 x 42 cm     | Uffizi, Florença, Itália                                            |

### Santos e outros temas religiosos
| Imagem | Título                                                      | Data      | Técnica e Dimensões                       | Local de conservação                                       |
| ------ | ----------------------------------------------------------- | --------- | ----------------------------------------- | ---------------------------------------------------------- |
|        | O Martírio de S. Sebastião (Le Martyre de saint Sébastien)  | 1472      | Óleo sobre madeira; 67 x 68 cm            | Museus Reais de Belas-Artes da Bélgica, Bruxelles, Bélgica |
|        | O arcanjo S. Miguel (L'archange Michel)                     | 1479      | Óleo sobre madeira; 37 x 16 cm            | Coleção Wallace, Londres, Inglaterra                       |
|        | Alegoria da castidade (Allégorie de la chasteté)            | 1479-1480 | Óleo sobre madeira; 38.3 x 31.9 cm        | Musée Jacquemart-André, Paris, França                      |
|        | Anjo com ramo de oliveira (Ange tenant un rameau d'olivier) | 1480      | Óleo sobre madeira; 16 x 10 cm            | Museu do Louvre, Paris, França                             |
|        | Betsabé no banho (Bethsabée au bain)                        | 1485      | Têmpera e Óleo sobre madeira; 191 x 84 cm | Staatsgalerie, Stuttgart, Alemanha                         |
|        | S. Jerónimo penitente (Saint Jérôme pénitent)               | 1485-1490 | Óleo sobre madeira; 86.5 x 58 cm          | Museu das Belas Artes (Basileia), Basileia, Suíça          |
|        | S. Jerónimo e o leão (Saint Jérôme et le lion)              | 1485-1490 | Óleo sobre madeira; 37.5 x 24 cm          | Colecção privada                                           |

## Retratos

### Retratos em dois painéis
| Imagem                                              | Título                                                                                   | Data      | Técnica e Dimensões                              | Local de conservação                                                                                 |
| --------------------------------------------------- | ---------------------------------------------------------------------------------------- | --------- | ------------------------------------------------ | --- |
| portrait de l'homme âgé · portrait de la femme âgée | Retratos de dois idosos (Portraits de deux personnes âgées)                              | 1470      | Óleo sobre madeira; 35 x 29 cm                   | Homem - Museus Estatais de Berlim, Berlim; Mulher - Museu do Louvre, Paris                           |
| Portrait d'un couple                                | Díptico de Tommaso Portinari e sua Esposa (Diptyque de Tommaso Portinari et de sa femme) | 1470      | Óleo sobre madeira; 44.1 x 33.7 cm (cada painel) | Metropolitan Museum of Art, Nova Iorque                                                              |
| Portrait d'un couple                                | Willem Moreel e Barbara van Vlaenderberch                                                | 1472-1475 | Óleo sobre madeira; 37 x 27 cm                   | Museus Reais de Belas-Artes da Bélgica, Bruxelles                                                    |
|                                                     | Jovem orando e Vaso de flores (no reverso) (Jeune homme priant / Vase de fleurs, revers) | 1485      | Óleo sobre madeira; 29.2 x 22.5                  | Museu Thyssen-Bornemisza, Madrid                                                                     |
|                                                     | Retrato de uma noiva e dois cavalos (Portrait d'une jeune mariée et deux chevaux)        | 1485-1490 | Óleo sobre madeira; 43 x 18 cm                   | Jovem - Metropolitan Museum of Art, Nova Iorque; Os cavalos - Museu Boijmans Van Beuningen, Roterdão |
|                                                     | Retratos de dois doadores (Portraits de deux donateurs)                                  | 1475-1480 | Óleo sobre madeira; 44.5 x 32 cm                 | Museu Nacional de Arte da Ruménia, Bucareste                                                         |

### Retratos individuais
| Imagem | Título | Data      | Técnica e Dimensões                | Local de conservação                              |
| ------ | --- | --------- | ---------------------------------- | ------------------------------------------------- |
|        | Retrato de homem com gorro vermelho (Portrait de l'homme au bonnet rouge)                                                                                       | 1465-1470 | Óleo sobre madeira; 41.8 x 30.6 cm | Städel, Frankfurt am Main                         |
|        | Retrato de idosa (Portrait d'une femme âgée) | 1468-1470 | Óleo sobre madeira; 25.6 x 17.7 cm | Museu de Belas-Artes, Houston                     |
|        | Retrato de homem (Portrait d'un homme) | 1470      | Óleo sobre madeira; 33.5 x 23.2    | Coleção Frick, Nova Iorque                        |
|        | António, Grande Bastardo da Borgonha (Antoine bâtard de Bourgogne)                                                                                              | 1470      | Óleo sobre madeira; 45 x 35.5      | Museu Condé, Chantilly                            |
|        | Jacques de Savoie | 1470      | Óleo sobre madeira; 34.7 x 25 cm   | Museu das Belas Artes, Basileia                   |
|        | Retrato de Gilles Joye (Portrait de Gilles Joye) | 1472      | Óleo sobre madeira; 30.5 x 22.5 cm | Clark Art Institute, Williamstown (Massachusetts) |
|        | Retrato de homem (Portrait d'homme) | 1472      | Óleo sobre madeira; 35.3 x 25.7 cm | Museus Reais de Belas-Artes da Bélgica, Bruxelles |
|        | Retrato de homem com flor (Portrait de l'homme à l'œillet) | 1475      | Óleo sobre madeira; 27.3 x 38.1 cm | Pierpont Morgan Library, Nova Iorque              |
|        | Retrato de um jovem orando (Portrait d'un jeune homme en prière)                                                                                                | 1475      | Óleo sobre madeira; 39 x 25 cm     | National Gallery, Londres                         |
|        | Retrato de homem idoso (Portrait d'un homme âgé) | 1475      | Óleo sobre madeira; 25.4 x 18.4 cm | Metropolitan Museum of Art, Nova Iorque           |
|        | O homem com a moeda (L'homme à la monnaie) | 1477-1479 | Óleo sobre madeira; 29 x 22 cm     | Museu Real de Belas Artes, Antuérpia              |
|        | Retrato de homem com cordão de ouro (Portrait de l'homme à la cordelette dorée)                                                                                 | 1478-1480 | Óleo sobre madeira; 31.8 x 27.1 cm | Royal Collection, Castelo de Windsor              |
|        | Retrato de homem com seta (Portrait de l'homme à la flèche) | 1478-1480 | Óleo sobre madeira; 31.9 x 25.8 cm | National Gallery of Art, Washington D.C.          |
|        | Homem jovem orando (Jeune homme priant) | 1478-1480 | Óleo sobre madeira; 31.9 x 25.8 cm | Upton House, Banbury                              |
|        | Retrato de membro da família Lespinette, ou Homem em oração ante uma paisagem (Portrait d'un homme de la famille Lespinette, ou Homme priant devant un paysage) | 1480      | Óleo sobre madeira; 30 x 22 cm     | Mauritshuis, Haia                                 |
|        | Retrato de jovem ante paisagem (Portrait de l'homme au col de fourrure tacheté)                                                                                 | 1480      | Óleo sobre madeira; 26 x 20 cm     | Accademia, Veneza                                 |
|        | Retrato de homem (Portrait d'homme) | 1480      | Óleo sobre madeira; 40 x 23 cm     | Museu das Belas Artes, Montreal                   |
|        | Retrato de mulher jovem/ Sibila Sambeta (Portrait de jeune femme/ Sibylle Sambetha)                                                                             | 1480      | Óleo sobre madeira; 38 x 26.5 cm   | Antigo Hospital S. João, Bruges                   |
|        | Homem jovem ante paisagem (Jeune homme devant un paysage) | vers 1480 | Óleo sobre madeira; 38 x 27 cm     | Uffizi, Florença                                  |
|        | Homem jovem na galeria (Jeune homme à la galerie) | 1480      | Óleo sobre madeira; 40 x 28        | Metropolitan Museum of Art, Nova Iorque           |
|        | Homem com carta (Homme à la lettre) | 1485-1489 | Óleo sobre madeira; 35 x 25 cm     | Uffizi, Florença                                  |
|        | Retrato de homem jovem (Portrait d'un jeune homme) | 1490      | Óleo sobre madeira; 35 x 26 cm     | Uffizi, Florença                                  |
|        | Retrato de Jacob Obrecht (Portrait de Jacob Obrecht) | 1496      | Óleo sobre madeira; 40 x 23 cm     | Museu de Arte Kimbell, Fort Worth, Texas          |
|        | Retrato de mulher jovem (Portrait d'une jeune femme) | ?         | Óleo sobre madeira; 23.2 x 18.4 cm | Metropolitan Museum of Art, Nova Iorque           |

## Obras com atribuição duvidosa
Nos Grandes Retábulos não foram incluidos:
- o Políptico dito de Hulin de Loo (imagem seguinte) atendendo às posições fortemente adversas à atribuição a Hans Memling, sendo atribuido por alguns ao Mestre da Adoração dos Reis Magos do Prado.[23]

   

Óleo sobre tela; Natividade: 58.5 x 50 cm; Museu e Galeria de Arte de Birmingham
Adoração dos Reis Magos: 60 x 55 cm; Museu do Prado; Apresentação ao Templo: 59.5 x 48.5, National Gallery of Art; Fuga para o Egipto:57.5 x 50.5 cm, Glasgow Museum of Art
- Tríptico de Budapeste (imagem seguinte) também pela não unanimidade da atribuição. O Museu de Belas Artes de Budapeste indica como sendo do ateliê de Hans Memling.[28]

  

 Óleo sobre madeira (56 x 63 cm o painel central, 58.2 x 27.5 cm os painnéis laterais.